# TTL 7438

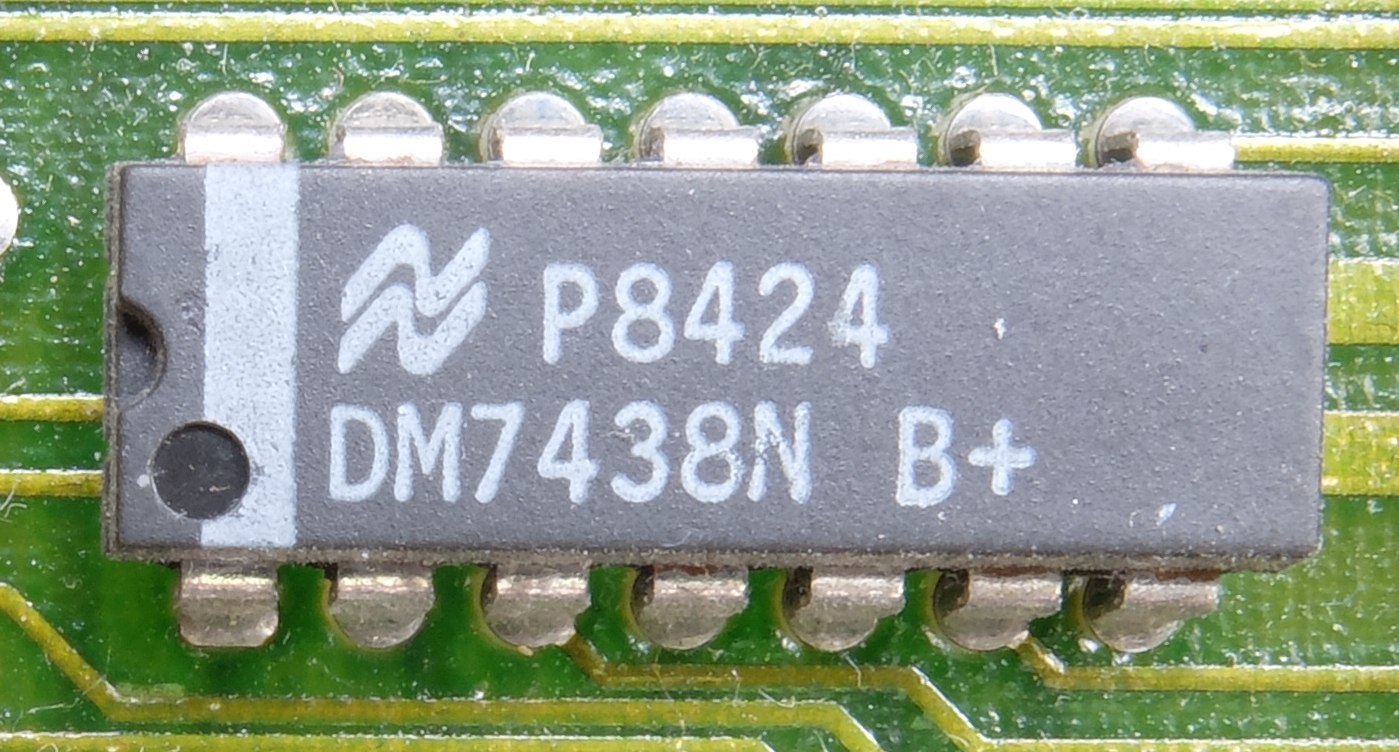
Circuito integrado DM7438N da National Semiconductor

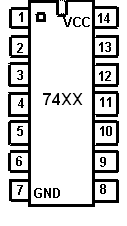
Circuito integrado 7438

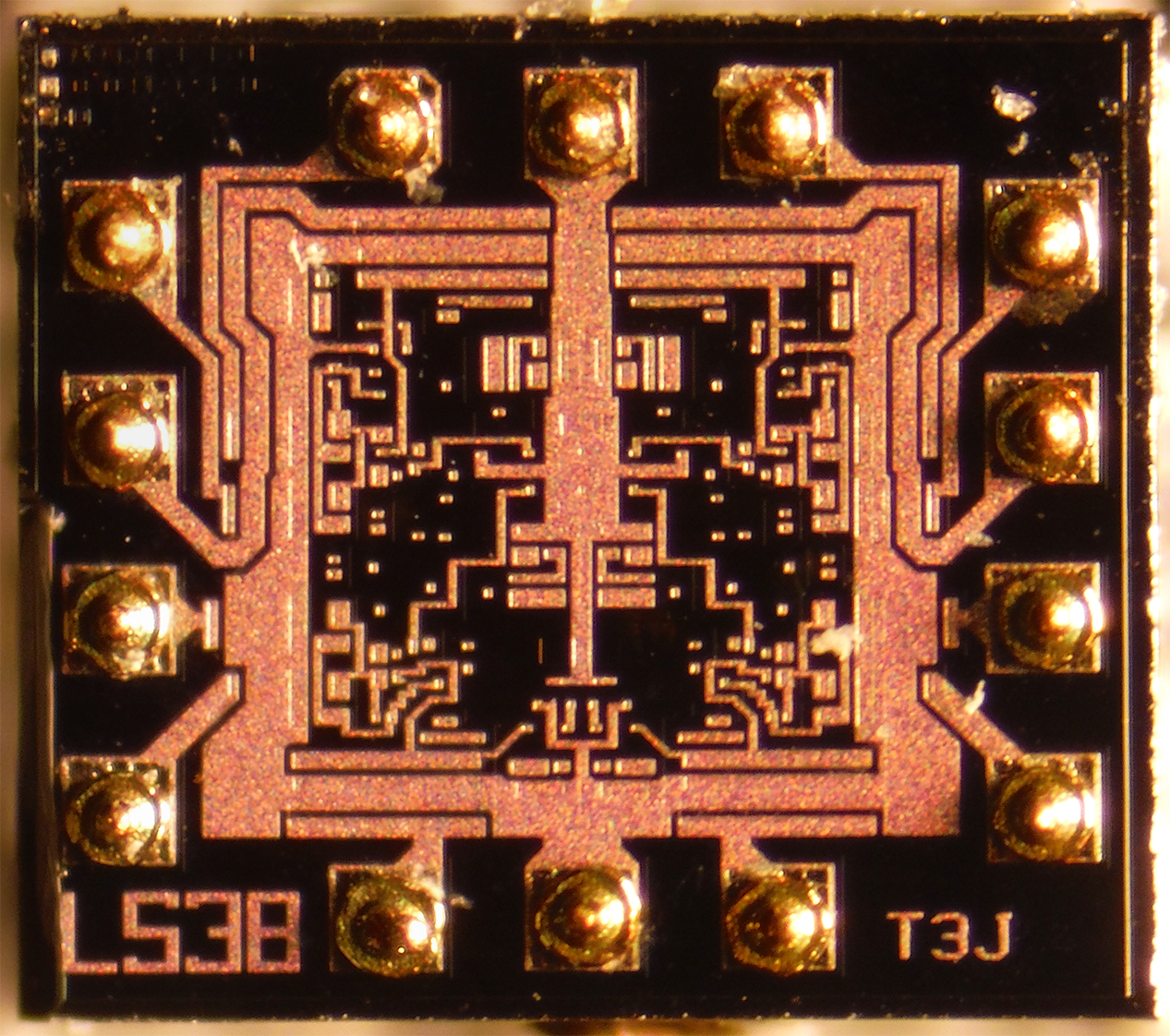
O DIE exposto de um LS38

O circuito integrado TTL 7438 é um dispositivo TTL encapsulado em um invólucro DIP de 14 pinos que contém quatro portas NAND de duas entradas com saídas em buffer (coletor aberto).

## Tabela-verdade
{\displaystyle /Y={\overline {AB}}}
| A (entrada) | B (entrada) | /Y (saída) |
| ----------- | ----------- | ---------- |
| 0           | 0           | 1          |
| 0           | 1           | 1          |
| 1           | 0           | 1          |
| 1           | 1           | 0          |

1 (nível lógico alto)
0 (nível lógico baixo)